# Sun Hao
Sun Hao (* 242; † 284) war der Sohn von Sun He und der vierte und letzte Kaiser der Wu-Dynastie.

## Frühes Leben
Sun Hao wurde 242 als ältester Sohn von Sun He geboren, der gerade Kronprinz geworden war, nachdem sein älterer Bruder Sun Deng 241 gestorben war. Seine Mutter war eine Konkubine von Sun He.
250, als Sun Hao erst acht Jahre alt war, schickte Sun Quan seinen Vater wegen der ewigen Thronstreitigkeiten mit seinem Bruder nach Guzhang und setzte ihn als Kronprinzen ab. 252 wurde Sun He von Sun Quan kurz vor seinem Tode zum Prinzen von Nanyang ernannt. Der neue Kaiser Sun Liang wollte jedes mögliche Anrecht Sun Hes auf den Thron ausmerzen, degradierte ihn zum Gemeinen und verbannte ihn nach Xindu. Dorthin schickte er ihm Boten, ihn zum Suizid zu zwingen. Seine Frau Dowager He zog ab da die vier (Halb-)Brüder Sun De, Sun Qian, Sun Jun und Sun Hao auf.
Nachdem Sun Liang 258 von Sun Lin abgesetzt wurde, wurde Sun Xiu Kaiser. Er ernannte Sun Hao und seine Brüder Sun De und Sun Qian zu Marquisen. Sun Haos Titel war Marquis von Wucheng, und er zog in seine Mark. Dort befreundete er sich mit dem Magistrat Wan Yu, der ihn für intelligent und gelehrt hielt.
Im Sommer 264 erkrankte Sun Xiu und traute seinem Premierminister Puyang Xing die Regentschaft für den Kronprinz Sun Wan an, aber nach dem Tod ernannte Puyang stattdessen nach Beratung mit Zhang Bu den älteren Sun Hao zum Kaiser.

## Frühe Regierung
Zunächst war das Volk von Wu von dem neuen Kaiser beeindruckt, da er die Steuern herabsetzte, die Besitzlosen entlastete und viele heiratswillige junge Frauen in den Palast ließ, um sie zu vermählen. Aber bald wurde die Hoffnung zerschmettert, denn Sun Hao erließ grausame Strafen, wurde misstrauisch und abergläubisch und schwelgte in Wein und Frauen. Er degradierte auch seine Tante, Sun Xius Gattin Kaiserinmutter Zhu, zur Kaiserin Jing und ernannte seine Mutter zur Kaiserinmutter He und seinen Vater postum zum Kaiser Wen. Puyang und Zhang waren entsetzt und enttäuscht, was dem Kaiser berichtet wurde. Er ließ sie festnehmen und mitsamt ihren Sippen hinrichten (264). Im selben Jahr machte er seine Gattin zur Kaiserin Teng.
265 zwang Sun Hao die frühere Kaiserinmutter Zhu zum Suizid, verbannte die vier Söhne des Sun Xiu und ließ bald die zwei älteren hinrichten. Als er wegen Prophezeiung meinte, dass die Kaiserliche Aura von der Yang-Provinz in die Jing-Provinz umgezogen sei, und dass demnach die Jing-Streitkräfte die Yang-Streitkräfte schlagen würden, unternahm er den kostspieligen Umzug von der Hauptstadt Jianye nach Wuchang. Er ließ von jetzt an die Beamten hinrichten, die seine verschwenderische Politik kritisierten. Der einzige höhere Beamte, der noch frei sprechen durfte, war Lu Kai, der Neffe von Lu Xun und mit Wan Yu Premierminister.
Als Jin Wudi (vormals Sima Yan) die Wei-Dynastie beerbt und die Jin-Dynastie gegründet hatte, suchte er 266 dauerhaften Frieden mit Wu. Stattdessen aber entschloss sich Sun Hao zu einem Angriff gegen die Jin, den er nicht ausführte. So verpasste er die Chance auf dauerhaften Frieden in ganz China, wie er seit den Zeiten der Han-Kaiser nicht mehr existiert hatte.
Im selben Jahr erhoben sich zahlreiche Gemeine gegen Sun Haos Prunksucht und Prasserei. Sie entführten seinen Bruder Sun Qian und erreichten Jianye, wurden aber von den Stadtkommandanten Ding Gu und Zhuge Jing besiegt. Obwohl Sun Qian offensichtlich nicht in den Aufstand verwickelt war, ließ Sun Hao ihn und seine Mutter und seinen jüngeren Bruder Sun Jun hinrichten. Sun Hao hielt dies für die Erfüllung der Prophezeiung und zog nach Jianye zurück.
268 begann Sun Hao, die Jin-Grenzregionen periodisch anzugreifen. Er ließ seinen General Zhu Ji die Stadt Jiangxia und Wan Yu die Stadt Xiangyang angreifen, während er selbst vor Hefei Position einnahm. Die Jin-Streitkräfte konnten die Angriffe in diesem Jahr und auch später immer wieder zurückschlagen.
269 starb Lu Kai, und bald wagte niemand in der Verwaltung mehr zu sprechen, denn Sun Hao verbannte Lu Kais Sippe nach Jian’an. Lu Xuns Sohn Lu Kang, der als General das westliche Reich verteidigte, schickte periodisch Bittschriften um Reformen, aber Sun Hao ignorierte sie alle, wenn er auch Lu Kang nicht bestrafte.

## Spätere Regierung
Im Januar oder Februar 271 führte Sun Hao persönlich eine größere Kampagne gegen die Jin. Er nahm seine Mutter Kaiserinwitwe He, seine Gattin Kaiserin He und tausende Frauen aus seinem Harem mit, so dass die Soldaten über das Ziehen der schweren Wagen klagten und über Fahnenflucht nachdachten. Als Sun Hao das nur hörte, zog er sich schon nach Jianye zurück. Die Veteranengeneräle Wan Yu, Ding Feng und Liu Ping hatten schon vorher den Rückzug erwogen, und als Sun Hao davon erfuhr, wuchs der Groll in ihm.
Später in diesem Jahr eroberten die Wu endlich die Jiao-Provinz zurück, die seit 264 (unter Sun Xius Regierung) abgefallen war. Dies ermutigte Sun Hao, seine militärischen Aktionen gegen Jin ernst in Angriff zu nehmen. Er ernannte den fähigen General Tao Huang zum Kommandanten der Jiao-Provinz, um sie zu stabilisieren.
272 begann Wang Jun, der Gouverneur der Yi-Provinz der Jin, mit Unterstützung der Wu eine Flotte zu bauen, mit der er das Wu-Reich unterwerfen wollte. Als die Holzabfälle den Jangtse herabströmten und der General Wu Jan davon erfuhr, mahnte er bei Sun Hao eine Verstärkung der nordwestlichen Grenze an, aber der weigerte sich.
Im Verlauf des Jahres versuchte Sun Hao, die Generäle Wan Yu und Liu Ping zu vergiften. Als sie dies herausfanden, beging Wan Suizid und Liu starb in Verzweiflung. 274 starb Lu Kang. Seine letzte Bitte an Sun Hao war, die Westgrenze zu verstärken, aber der weigerte sich wieder. Des Weiteren teilte er Lu Kangs Streitkräfte unter sechs verschiedenen Kommandanten, die alle Söhne von Lu Kang waren.
275 erlitt der Hauptbeamte Sun Haos, He Shao, einen Schlaganfall und wurde gelähmt. Sun Hao verdächtigte ihn, es nur vorzuspielen, und ließ ihn festnehmen und durch Auspeitschen, Sägen und Feuer foltern. Er starb unter der Folter, und seine Sippe wurde verbannt.
In den nächsten Jahren schenkten Leute, die Sun Hao gefallen wollten, ihm wunderliche Gegenstände (echte oder gefälschte), die dem Kaiser die einstmalige Zerstörung der Jin und Einigung Chinas unter den Wu voraussagten. Sun Haos abergläubisches Wesen wurde immer mächtiger, und er verwendete alle seine Mittel auf Eroberungspläne gegen Jin.

## Der Fall von Wu
Nachdem der Kaiser Jin Wudi die Anweisung von Wang Jun und Du Yu akzeptiert hatte, startete er 279 endlich einen gewaltigen Feldzug zur Eroberung von Wu. Die Streitmacht war in sechs Keile aufgeteilt und wurde vom Onkel des Kaisers, Sima Zhou, sowie Wang Hun, Wang Rong, Du Yu und Wang Jun angeführt. Die meisten Truppen hatten Wang Hun und Wang Jun. Die Armeen rückten alle schnell vor und nahmen die angestrebten Grenzstädte ein. Wang Juns Flotte segelte den Jangtse hinab und sicherte die Ufer. Der Premierminister der Wu, Zhang Ti, leistete schwachen Widerstand, wurde aber von Wang Jun geschlagen und fiel. Wang Hun, Wang Jun und Sima Zhou zogen nach Jianye, und Sun Hao war im Frühjahr 280 zur Aufgabe gezwungen.
Sun Hao und seine Sippe wurden in die Jin-Hauptstadt Luoyang eskortiert. Als Gefangener entehrte Sun Hao sich, indem er sich mit Schlamm beschmierte und seine Hände hinter dem Rücken binden ließ. Der Jin-Kaiser ließ ihn losbinden und beim Kaiserlichen Rat neben sich setzen. Jin Wudi sprach:
„Ich habe diesen Sitz für dich für lange Zeit aufstellen lassen.“
Sun Hao erwiderte:
„Ich hatte auch einen Sitz für Eure Kaiserliche Majestät in Jianye.“
Als der Hauptbeamte Jia Chong Sun Hao, um ihn zu beschämen, fragte:
„Ich hörte, dass ihr solch grausame Strafen wie Augenausstechen oder Abziehen der Gesichtshaut habt. Was für eine Bestrafung ist das nur?“
antwortete Sun Hao:
„Wenn ein Untergebener geplant hätte, seinen Kaiser zu töten, oder tückisch war, hätte ich ihn solchermaßen bestraft.“
Jia Chong, der wesentlich in die Ermordung des Wei-Kaisers Cao Mao verwickelt gewesen war, schämte sich und schwieg.
Jin Wudi entließ Sun Hao in die Freiheit und machte ihn zum Marquis von Guiming. Seine Söhne wurden Juniorbeamten in der Verwaltung der Jin-Regierung. 284 starb Sun Hao, ohne jemals für seine Grausamkeit bestraft worden zu sein.

## Nachkommen
Sun Hao hinterließ zahlreiche Kinder:
- Sun Jin, der Kronprinz (ernannt 269)
- Der Prinz von Huaiyang (ernannt 269, Personenname unbekannt)
- Der Prinz von Dongping (ernannt 269, Personenname unbekannt)
- 11 weitere Prinzen, ernannt 278, Personennamen unbekannt, manche könnten eher Neffen oder Cousins als Söhne gewesen sein; die einzigen bekannten Titel sind die Prinzen von Chengji und Xuanwei
- 11 weitere Prinzen, ernannt 280, Personennamen unbekannt, manche könnten eher Neffen oder Cousins als Söhne gewesen sein; die einzigen bekannten Titel sind die Prinzen von Zhongshan und Dai – und einige oder alle dieser Prinzen könnten dieselben wie 278 sein.

## Äranamen
- Yuanxing (元興 yuán xīng) 264–265
- Ganlu (甘露 gān lù) 265–266
- Baoding (寶鼎 baǒ dǐng) 266–269
- Jianheng (建衡 jiàn héng) 269–271
- Fenghuang (鳳凰 fèng huáng) 272–274
- Tiance (天冊 tiān cè) 275–276
- Tianxi (天璽 tiān xǐ) 276
- Tianji (天紀 tiān jì) 277–280